# 吉川ひなの
吉川 ひなの（よしかわ ひなの、1979年12月21日 - ）は、日本のファッションモデル、タレント、および女優。
元レプロエンタテインメント所属、現在はフリー。2019年時点ではロサンゼルス在住。2021年時点ではハワイ在住。

## 来歴
1992年（平成4年）、東京・銀座にてウィンドウショッピング中にスカウトされて芸能界入り。百貨店、伊勢丹の広告に出演した。
女優としては1997年（平成9年）公開の映画、『瀬戸内ムーンライト・セレナーデ』がデビュー作となり、日本アカデミー賞 新人賞を受賞し、後には舞台女優としても演じている。
歌手としては1997年に藤井フミヤが楽曲プロデュースした『ハート型の涙』でデビュー、以降フミヤから4曲もの楽曲プロデュースを受ける。2001年（平成13年）には、櫻田宗久との音楽ユニット「☆Spica☆」を結成、音楽アルバムを発売した。
モデルとしては2004年（平成16年）、「パリ・コレクション」に出演した。
2020年12月31日を以って、レプロエンタテインメントを退社し独立したことを翌2021年1月2日に自身のインスタグラムで発表した。

### 私生活
1999年2月、IZAMと結婚するが、同年9月に離婚。
2011年9月、会社経営者男性と再婚。2012年3月20日、第1子女児を出産。2015年春、ハワイに移住。2017年9月2日、第2子妊娠を報告。2018年2月9日、第2子男児の出産を報告。2021年1月24日、第3子妊娠を報告。6月22日、第3子女児の出産を報告。
元宗教2世であることを公表している。2023年6月8日発売の著書『Dearママ』のなかで、両親との関係や幼少期から受けた心の傷を赤裸々に綴っている。

## その他・交友関係など
歌手の倉木麻衣とはともに犬が好きで犬の話をするなど仲が良く、笑っていいとものテレフォンショッキングでは倉木麻衣を紹介している。柴咲コウとはお互いの誕生日を祝うなどの仲である。他には同じく米国で生活する一色紗英や鈴木蘭々、田丸麻紀らとも交流があることがInstagramなどでわかる。

## 主な出演

### テレビドラマ
- 君を想うより君に逢いたい（1995年4月 - 6月、関西テレビ・フジテレビ）
- 炎の料理人・周富徳物語（1995年12月1日、フジテレビ）
- オンリー・ユー〜愛されて〜（1996年1月 - 3月、読売テレビ・日本テレビ）
- 三姉妹探偵団（1998年1月 - 3月、日本テレビ） 鈴木蘭々、野村佑香と共に主演。
- 世紀末の詩（1998年10月 - 12月、日本テレビ）
- SPEED STAR（2001年4月14日、日本テレビ）
- ゴールデンボウル（2002年4月 - 7月、日本テレビ）
- 恋する日曜日ファーストシリーズ第15話（2003年、BS-TBS）
- 恋愛内科25時（2005年6月1日、TBS）

### 映画
- デボラがライバル（1997年）
- 瀬戸内ムーンライト・セレナーデ（1997年）
- TOKYO EYES（1998年、日仏合作）
- かわいいひと「EPISODE III」（1998年） - 主演・ひな（鳥羽潤とW主演） ※ビデオ題「ポッキー坂恋物語 かわいいひと」
- いぬのえいが（2005年）
- カミュなんて知らない（2006年）
- ホーンテッド・ハイウェイ（2006年）原題『DEATH RIDE』（米ホラー映画）

### バラエティ番組
- 学校では教えてくれないこと!!（1994年11月 - 1995年9月、フジテレビ） - レギュラー
- 力の限りゴーゴゴー!!（フジテレビ）レギュラー
- 笑っていいとも!（2000年4月 - 2002年3月、フジテレビ）後にゲスト出演もあり
- ワンナイR&R（フジテレビ） - 「もんじゃろ学園物語」に出演
- 恋するダーウィン〜美人進化論〜（2010年6月10日 - 10月1日、日本テレビ） - 司会

他多数

### CM
- 日本コカ・コーラ「紅茶花伝」（1994年）
- 日清食品「チキンラーメン」（1998年）
- 三菱自動車工業「パジェロミニ」（1998年10月）
- 江崎グリコ「ポッキー」「小絹」
- キリンビバレッジ「サプリ」
- キヤノン「BJプリンタ」
- 資生堂「MA CHÉRIE」（1998年・2010年から、同じ商品で再出演）
- 花王「ソフィーナ レイシャス オーラチェンジファンデーション」（2006年8月）
- 東京テレメッセージ（1990年代後半）
- トヨタ自動車「ターセル」
- Mobage「怪盗ロワイヤル」「モバゲー小説」
- アンダーアーマー「What's Beautiful」（2012年）[15]
- カゴメ 野菜生活100「栄養吸収率の高い野菜」篇（2015年3月 - ）[16]
- 神明「10分ごはん」シリーズ（2017年）[17]

## CD

### シングル
- ハート型の涙（1997年）
- ウサギちゃんSAY GOOD BYE（1997年）
- ホットミルク（1998年）※映画『ドラえもん のび太の南海大冒険』主題歌
- One More Kiss（1998年）
- メロウプリティー（1999年）

### アルバム
- I am pink （1998年）

### その他アルバム
☆Spica☆名義
- We Love Spica（2001年）
- One（2001年）

## 書籍
- ひなのがぴょんぴょん／篠山紀信（1996年）
- イルージョン吉川ひなの写真集／所幸則（1997年）
- ナチュラル吉川ひなの写真集（1997年）
- 1979年生まれ（1997年）
- ひなのはひなの（1998年）
- ひなあそび（1998年）
- Accidents series8 吉川ひなの＋篠山紀信（1999年）
- arpm.Hinano Yoshikawa（2001年）
- ひなのがチュッ（2001年）
- Blue Diamond:Hinano Yoshikawa 吉川ひなの／藤代冥砂（2008年）
- LOVE  e-MOOK　ひなの解禁！（2011年）
- ずっと途中（2015年主婦と生活社）
- ガイドブック「offo Hawaii」（2016年4月20日、マガジンハウス）[18]
- 吉川食堂（2019年宝島社）
- わたしが幸せになるまで（2021年5月13日、幻冬舎）
- Dear ママ（2023年6月8日、幻冬舎）[19]

## 受賞歴
- 1997年（平成9年）
  - 第35回ゴールデン・アロー賞 グラフ賞
- 1998年（平成10年）
  - 第21回日本アカデミー賞 新人俳優賞
  - 第52回毎日映画コンクール スポニチグランプリ 新人賞
  - 第8回日本映画プロフェッショナル大賞 新人奨励賞[20]
  - 第15回ベストジーニスト 大賞
  - 第13回高崎映画祭ベストアイドル賞
  - 第27回ベストドレッサー賞
- 1999年（平成11年）
  - ビデオでーたDVD賞
  - ネイルクイーン賞